# 혈도 (진도군)
혈도(穴島)는 전라남도 진도군 조도면 가사도리의 부속 섬으로서, 진도군 진도읍 해안에서 서쪽으로 약 12km인 해상에 위치한다. 지형이 활처럼 생겨 '활목섬'이라고도 하며, 해식동이 발달하여 '공도 (孔島)'로 불리기도 한다. 주민들은 밭농사를 하며, 연근해에서 잡어의 어획 및 김 양식이 이루어진다. 목포시에서 정기적으로 여객선이 운행되고 있다.